# Белорецкий завод рессор и пружин
ЗАО «Белорецкий завод рессор и пружин»  (БЗРП) — российское промышленное предприятие по изготовлению пружин и рессор для автомобилей, железнодорожного транспорта, энергетики. Находится в городе Белорецк Республики Башкортостан.
С начала 2000-х годов предприятие входит в список наиболее динамично развивающихся компаний Уральского региона.

## История
Предприятие ведёт свою деятельность с 1941 года. Основано на базе предприятия местной промышленности по производству жестяной посуды и эвакуированного из Москвы завода сельхозмашиностроения. Новое производство получило название «Автотрактородеталь» (директор Ф. Д. Гулин). С 1947 года назывался «Белорецкий металлообрабатывающий завод», в 1957—1965 годах был в составе «Белорецкого металлургического комбината», с сентября 1969 года — «Белорецкий завод тракторных нормалей», с ноября 1969 года — Белорецкий завод тракторных рессор и пружин.
С 1950-х годов на заводе стало проводиться техническое переоснащение производства: были построены новые цеха, котельная, заводской клуб, системы водоснабжения и канализации, заасфальтированы заводские дороги.
В 1960-е годы появляются навивальные и торцешлифовальные автоматы, испытательные машины и оборудование для всех видов нагрева металла; все нагревательные агрегаты были переведены на газовое топливо (1968). В 1967 году впервые в стране на заводе была внедрена дробеструйная обработка изделий.
В 1970-е годы на завод были проложены железнодорожные пути, в цехах установлены мостовые краны, появились автопогрузчики и электрокары, смонтированы механизированные линии крупных пружин, пальцев трака. Тогда же было начато строительство цеха горячих пружин, пионерского лагеря «Бригантина», детского сада, жилых домов.
В 1980-е годы было освоено производство и поставка рессор на конвейер Челябинского тракторного завода, полностью обновлен парк металлорежущего оборудования, сдана в эксплуатацию первая очередь корпуса рессор и пружин горячей навивки, узел оборотного водоснабжения, столовая. В 1989 год был достигнут пик в производительности труда, объемах производства, социальной сфере.
В 1991 году, после отказа от централизованного государственного регулирования цен, впервые на запасные части, выпускаемые заводом, применены договорные цены.
В 1993 году завод преобразован из государственного предприятия в акционерное общество открытого типа. В сложных экономических условиях 1993—2000 годов происходила адаптация промышленности к новой экономической ситуации, осуществлялась структурная перестройка. В 1999 году на заводе работал 751 человек.
В 2000 году на базе ОАО «Белорецкий завод тракторных рессор и пружин» было образовано ЗАО «Управляющая компания БЗТРП», во главе которой встал Иван Иванович Радченко.
В 2002 году на базе ОАО «БЗТРП» создано новое предприятие ЗАО «Белорецкий завод рессор и пружин».
В декабре 2012 года на ЗАО «БЗРП» запущен автоматизированный стан с программным управлением для прокатки параболических листов малолистовых рессор, а также ушкогибочная машина, позволяющая получить рессорные ушки различных диаметров и конфигурации.
В 2013 году совместно с итальянской фирмой OMD запущены и освоены:
— автоматический станок для завивки спиральных пружин;
— автоматический станок для шлифовки опорных поверхностей пружин;
— станок для изготовления пружин холодной навивки сложной пространственной формы.

## Деятельность
Белорецкий завод рессор и пружин производит пружины сжатия, растяжения, кручения, горячей или холодной навивки, из проволоки, прутка диаметром от 0,5 мм до 70,0 мм для предприятий автомобильной, машиностроительной, электротехнической отраслей; рессорную продукцию из полосы толщиной от 6,0 до 35,0 мм для автомобилей и прицепов. ЗАО «БЗРП» осуществляет поставки таким предприятиям, как ОАО "Челябинский тракторный завод", ОАО Промтрактор, Алтайский тракторный завод, Онежский тракторный завод, ОАО "Павловский автобусный завод", Ульяновский автомобильный завод, Минский тракторный завод и многие вагоноремонтные заводы на территориях Украины и Российской Федерации..

## Награды
В 2008 году завод удостоен почётной грамоты Министерства внешнеэкономических связей, торговли и предпринимательства Республики Башкортостан.
В 2010 году Белорецкий завод рессор стал дипломантом Всероссийского конкурса программы «100 лучших товаров России» и финалистом конкурса за производство Российской продукции высокого качества. Цилиндрические винтовые пружины изготовляются в соответствии с ГОСТом и конструкторскими стандартами.
В 2012 году завод удостоен диплома лауреата республиканского конкурса «Лучшие товары Башкортостана» Министерством промышленности и инновационной политики Республики Башкортостан, Башкирским региональным отделением Академии проблем качества, торгово-промышленной палатой Республики Башкортостан, региональным отделением Всероссийской организации качества в Республике Башкортостан.
В 2016 году предприятие стало призёром в номинации «Лучшая организация условий и охраны труда» по итогам работы за 2015 год между организациями машиностроительных отраслей промышленности, заняв 3 место.